# Angriff auf Prekaz

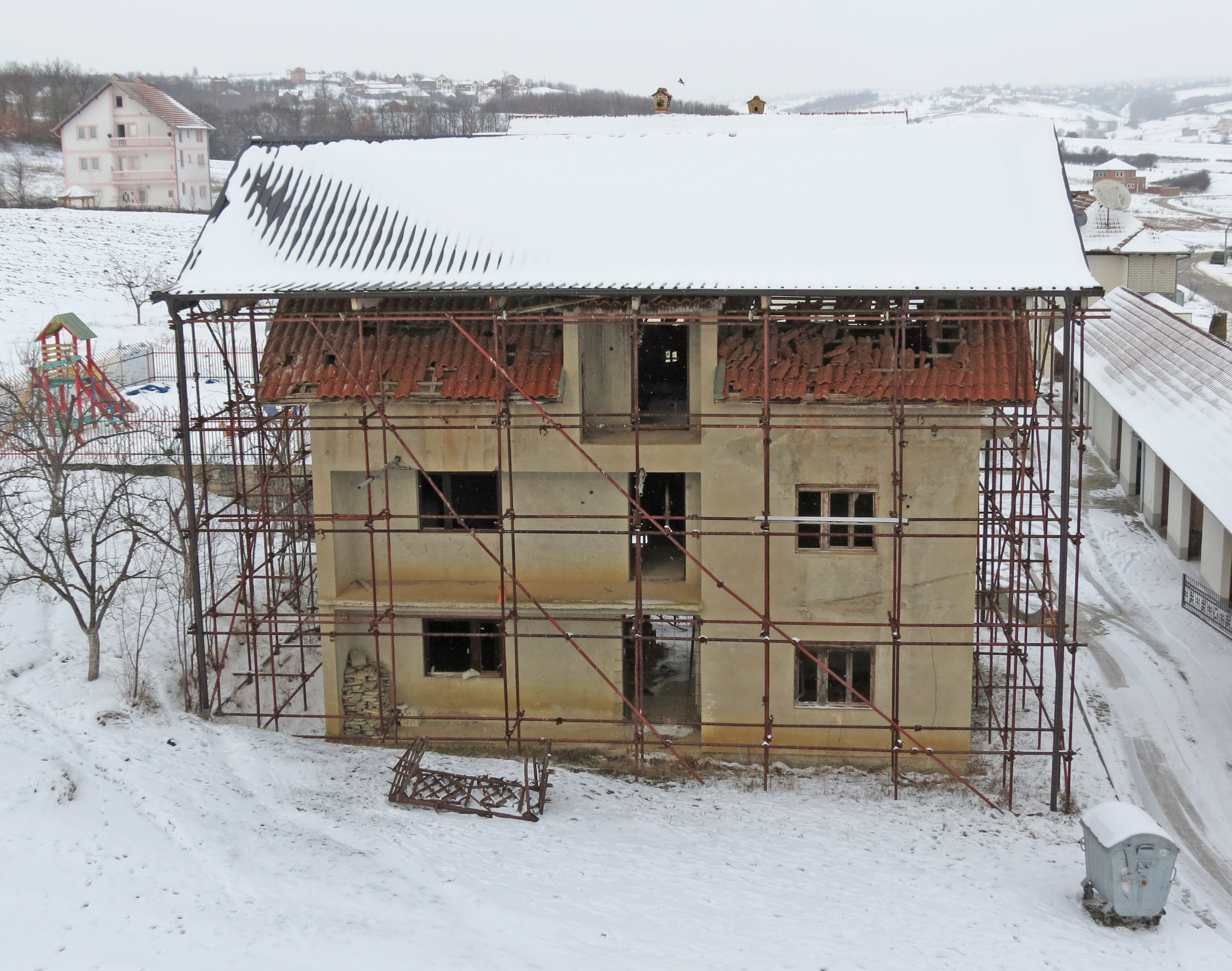
Das Haus der Jashari (mit Schutzdach im Winter 2013)

Der Angriff auf Prekaz, auch bekannt als Prekaz-Massaker, war eine bedeutende militärische Operation der jugoslawischen Sicherheitskräfte gegen die Familie Jashari und Mitglieder der Kosovo-Befreiungsarmee (UÇK) im Dorf Prekaz in der Nähe von Skënderaj im Kosovo. Dieser Angriff fand vom 5. bis 7. März 1998 statt und markierte einen Wendepunkt im Kosovo-Konflikt.

## Hintergrund
In den 1990er Jahren verschärften sich die Spannungen zwischen der mehrheitlich albanischen Bevölkerung im Kosovo und der serbischen Regierung. Die Kosovo-Befreiungsarmee, die für die Unabhängigkeit des Kosovo kämpfte, wurde zunehmend aktiver und verteidigte sich mit Waffen gegen die Repression der jugoslawischen Sicherheitskräfte. Adem Jashari, ein führendes Mitglied der UÇK, wurde als zentrale Figur des Widerstands gegen die jugoslawischen Behörden angesehen.

## Vorherige Angriffe
Bereits im Januar 1998 versuchte die jugoslawische Sicherheitskräfte, Prekaz anzugreifen, um Adem Jashari und seine Mitstreiter zu neutralisieren. Der Angriff scheiterte jedoch, da sich die UÇK-Kämpfer stark verteidigten und die jugoslawischen Truppen zurückschlugen. Dieser gescheiterte Versuch führte zu einer erhöhten Militärpräsenz in der Region und verstärkte die Spannungen zwischen den Konfliktparteien.

## Angriff vom 5.–7. März 1998
Die serbische Polizei bezog am frühen Morgen des 5. März 1998 zunächst eine leerstehende ehemalige Munitionsfabrik auf dem Hügel hinter dem Jashari-Anwesen. Mehrere Häuser verschiedener Zweige des Jashari-Clans in Dorf Prekaz und das Anwesen der ebenfalls mit der UÇK verbundenen Lushtaku-Familie lagen von dieser Position aus in Feuerreichweite. Eine Kolonne Polizisten drang von einer Seite in das Dorf ein, während die Polizei von der Fabrik aus Artillerie einsetzte.
Die jugoslawische Truppen setzten bei diesem Angriff massiv auf Feuerkraft, um jeglichen Widerstand zu brechen. Während des Angriffs wurden schwere Artillerie, Panzer und automatische Waffen eingesetzt. Der Angriff dauerte drei Tage und endete am 7. März. Nach Berichten Überlebender sollen Einheiten der berüchtigten paramilitärischen Truppe Arkans, den „Tigern“, beteiligt gewesen sein. Das Kampfgebiet war abgeriegelt; Hilfsorganisationen durften Verwundete nicht versorgen.
Dem Massaker fielen neben den Freiheitskämpfern zahlreiche Mitglieder der Familie Jashari inklusive Frauen und Kinder zum Opfer. Insgesamt wurden 58 Personen getötet, darunter Adem Jashari selbst, sein Vater Shaban Jashari und sein Bruder Hamëz Jashari.
Die hohe Zahl ziviler Opfer und die brutale Vorgehensweise der Truppen führten zu weitreichender internationaler Verurteilung.

## Folgen
Der Angriff auf Prekaz führte zu einer internationalen Verurteilung der Gewaltanwendung durch die jugoslawischen Sicherheitskräfte. Der Vorfall mobilisierte die kosovo-albanische Bevölkerung und verstärkte die Unterstützung für die UÇK. Der Angriff wird oft als einer der entscheidenden Momente angesehen, der den Kosovokrieg intensivierte und letztlich zur NATO-Intervention im Jahr 1999 führte: Die Bilder und Berichte über den Angriff verbreiteten sich schnell und führten zu einer stärkeren internationalen Aufmerksamkeit und einer wachsenden Unterstützung für die Unabhängigkeitsbewegung im Kosovo. Human Rights Watch kam zum Schluss, dass die Gewalttaten in der Drenica-Region einen „Wendepunkt in der Kosovo-Krise gebildet“ hätten.

## Gedenken

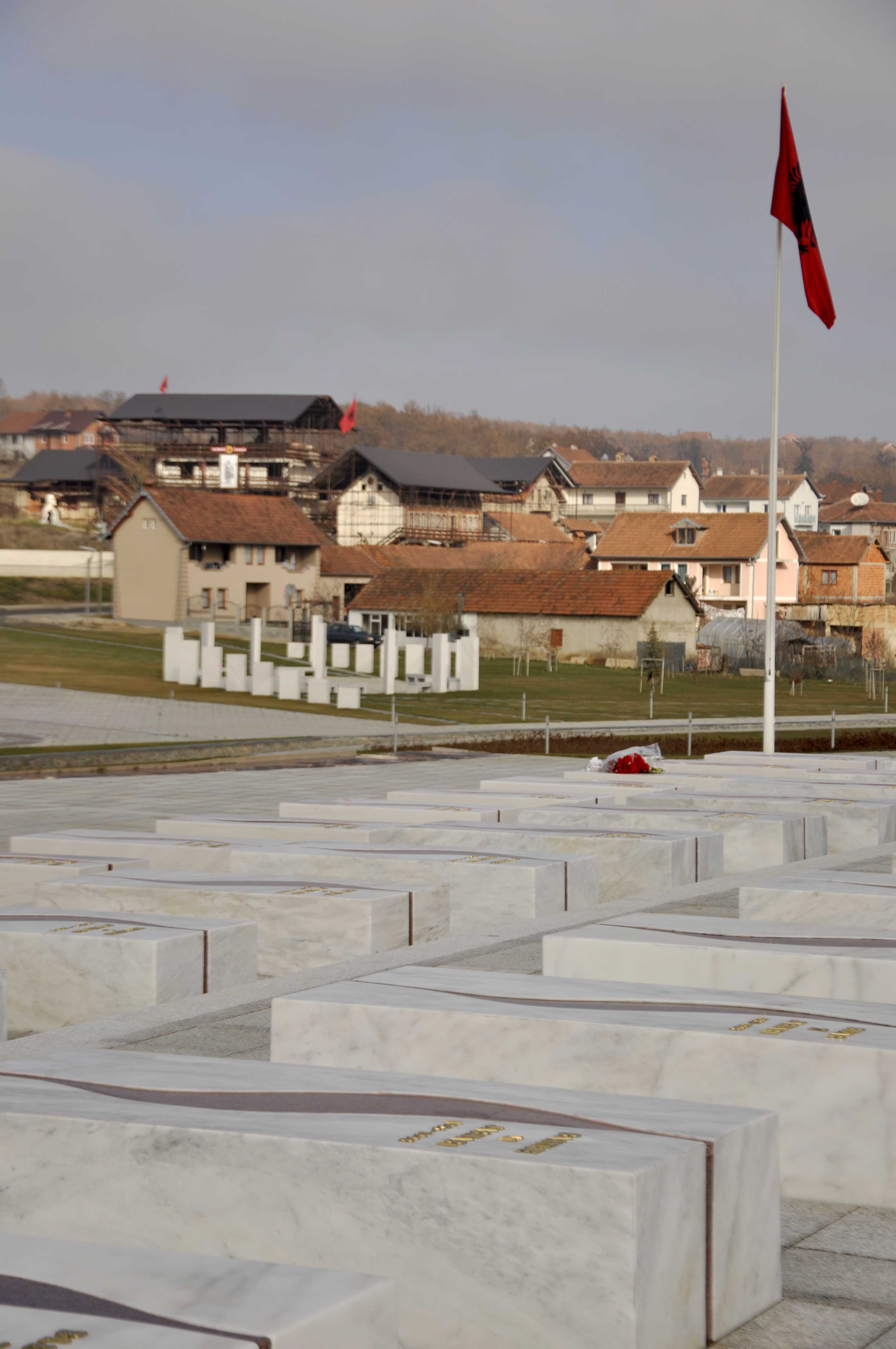
Gedenkstätte der Jashari Familie

Prekaz ist heute ein wichtiger Gedenkort für die Albaner im Kosovo. Die Stätte des Angriffs wird jährlich von Tausenden Menschen besucht, um der Opfer zu gedenken. Adem Jashari und seine Familie werden als Märtyrer des kosovarischen Freiheitskampfes geehrt. An der Stelle des Angriffs wurden Denkmäler und Gedenkstätten errichtet, die an den Mut und das Opfer der Jashari-Familie erinnern sollen.

## Bilder

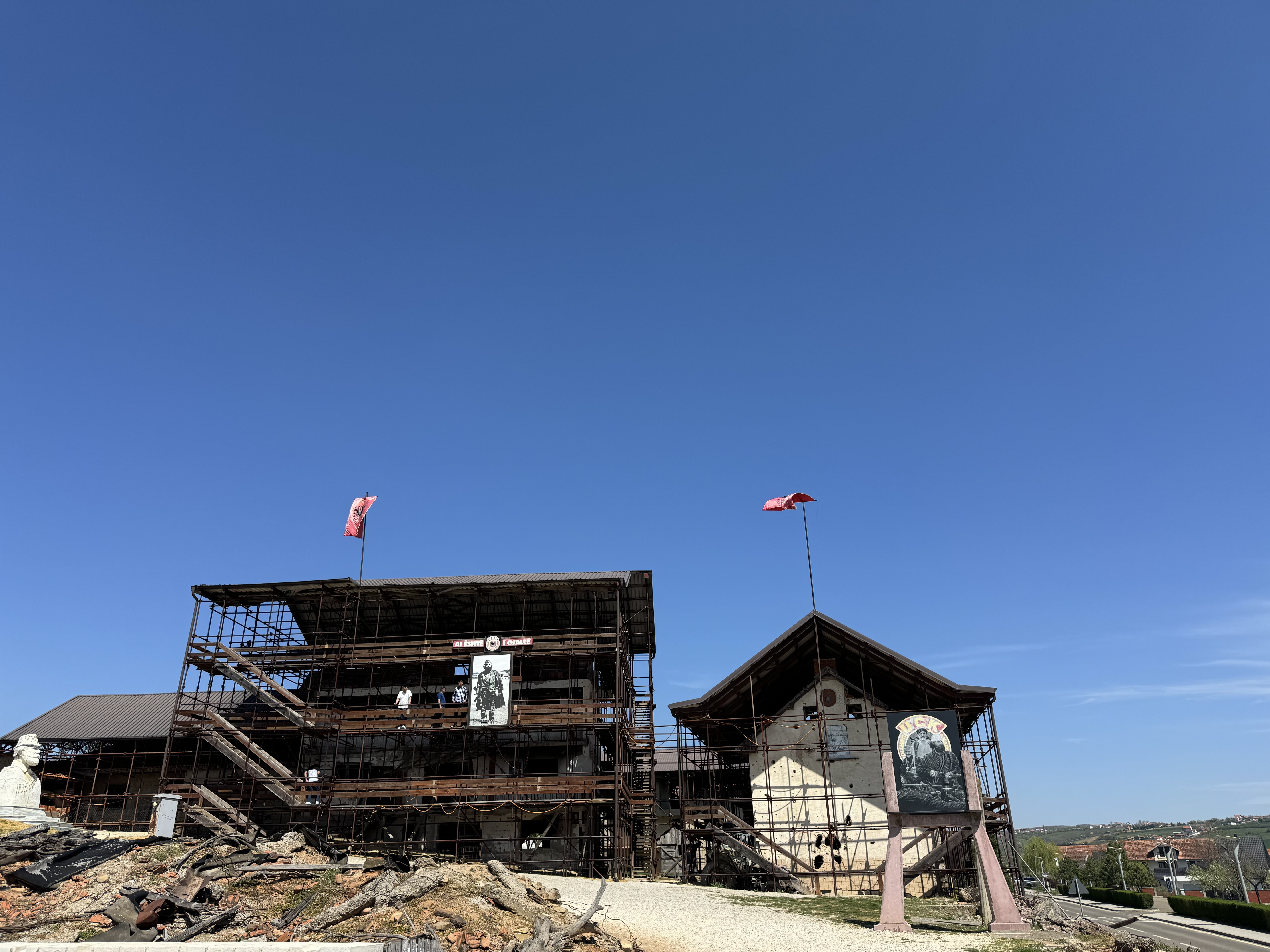
Das Haus der Familie Jashari von außen
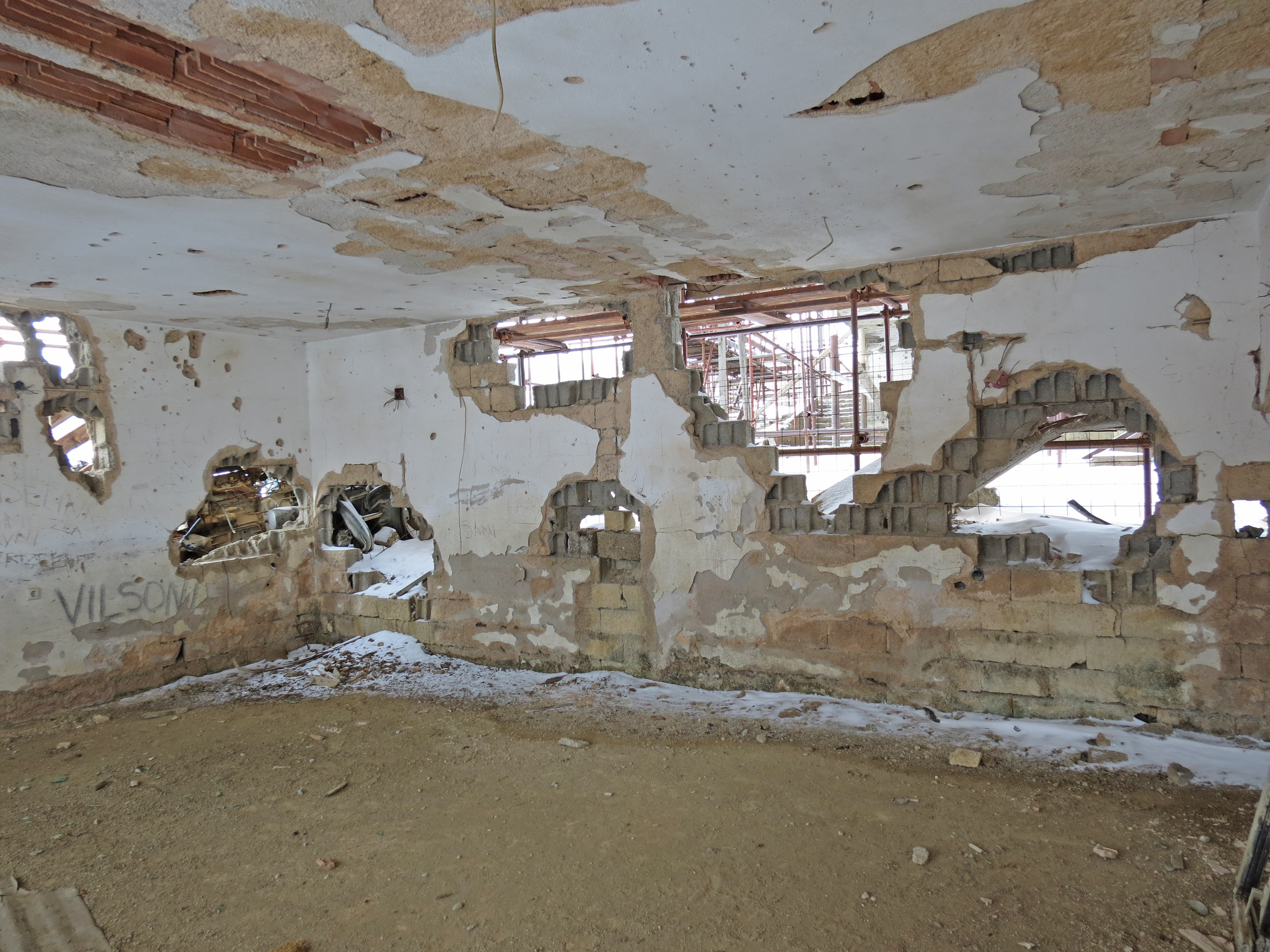
Innenraum des Hauses
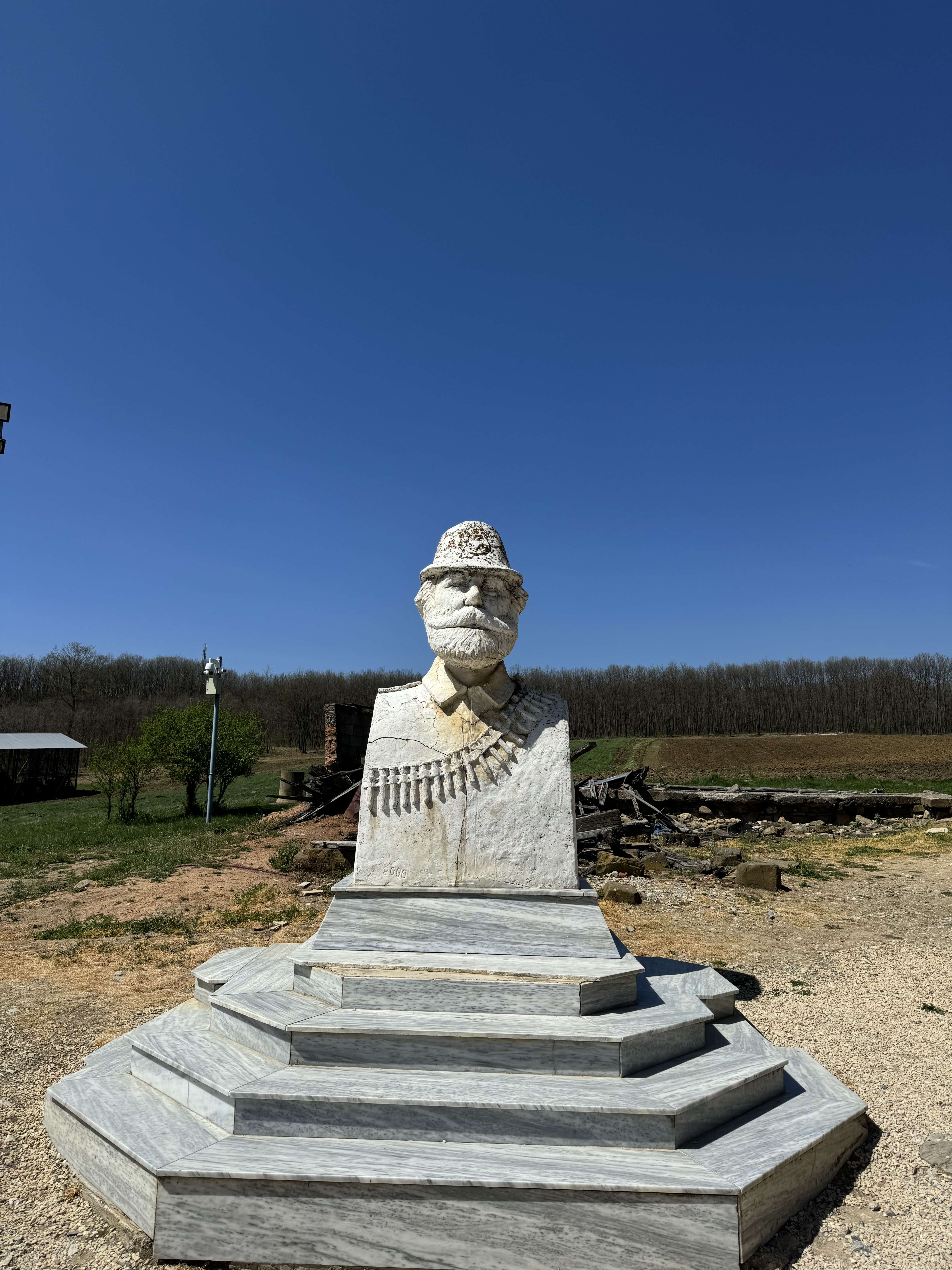
Skulptur von Adem Jashari in Prekaz
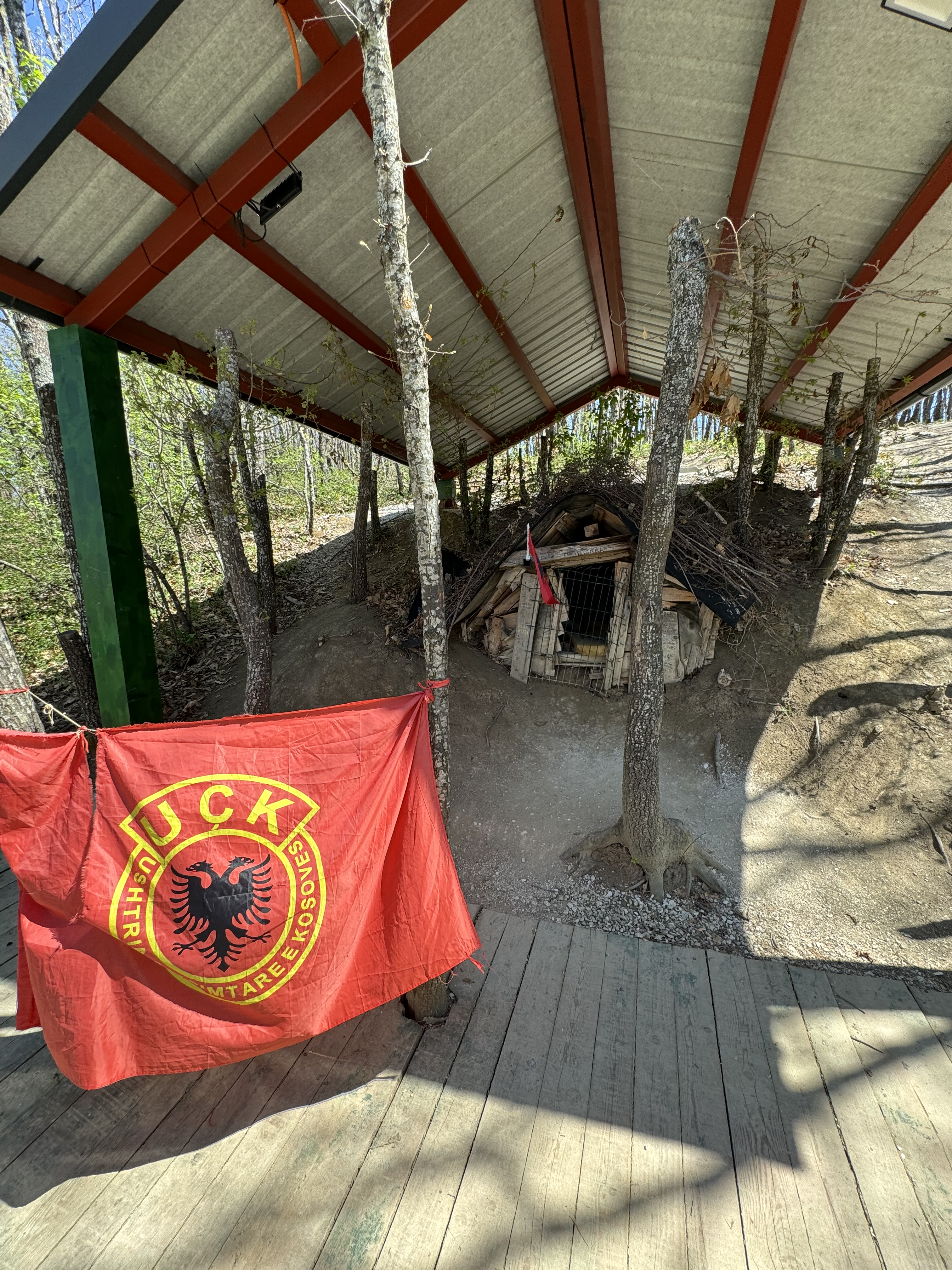
Aussichtspunkt von Adem Jashari über das Dorf
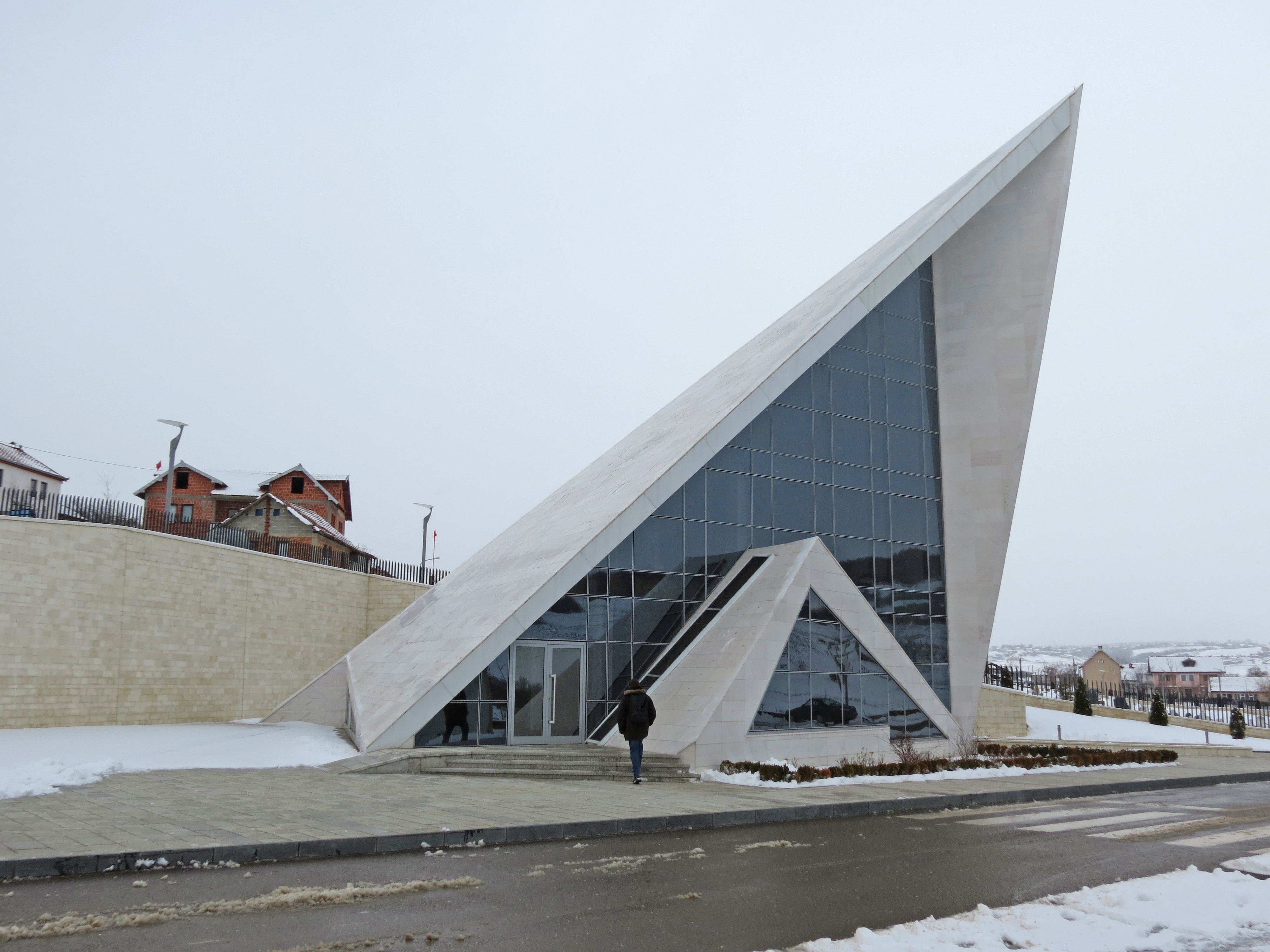
Museum in Prekaz zum Massaker
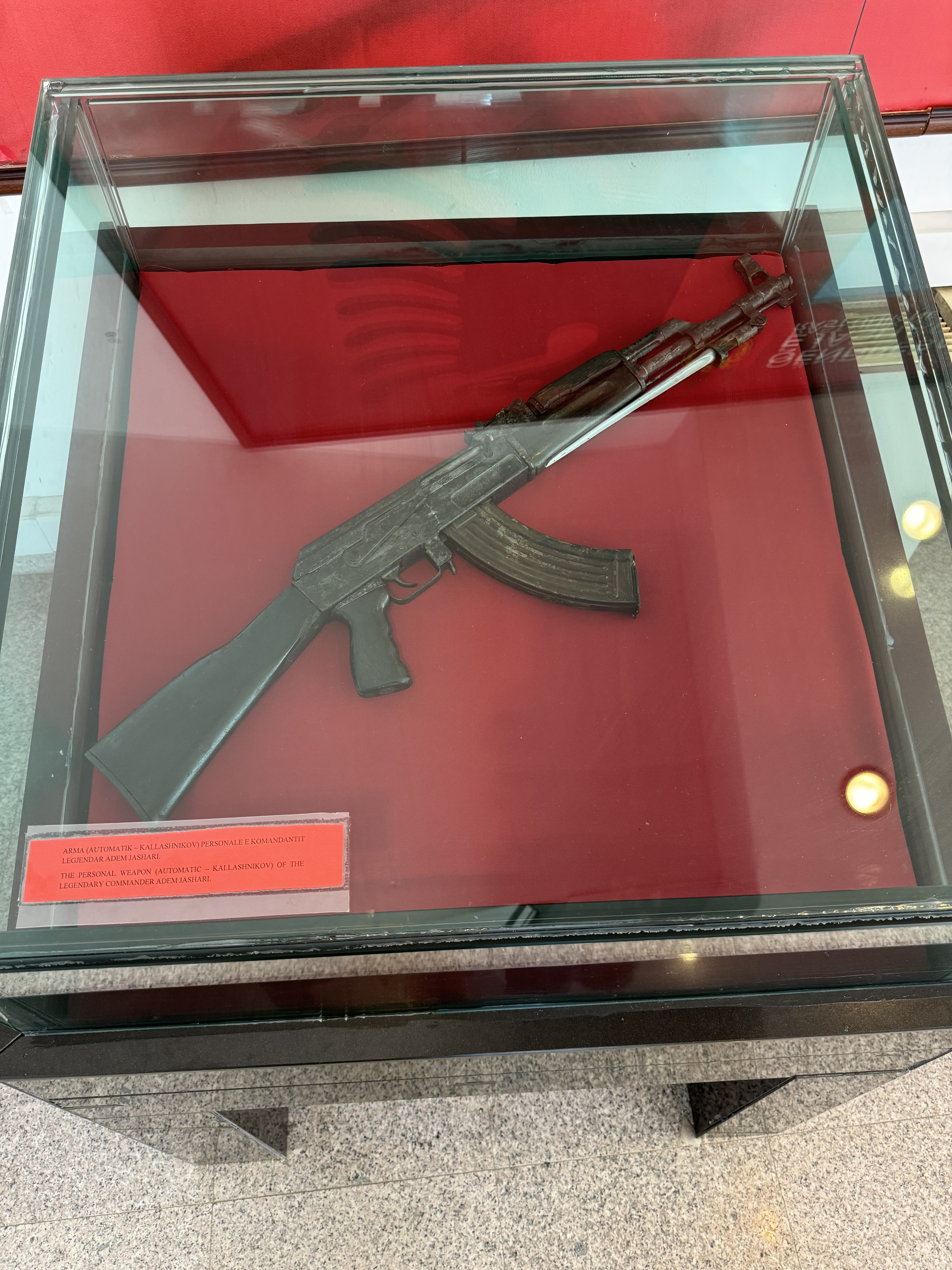
Waffe von Adem Jashari
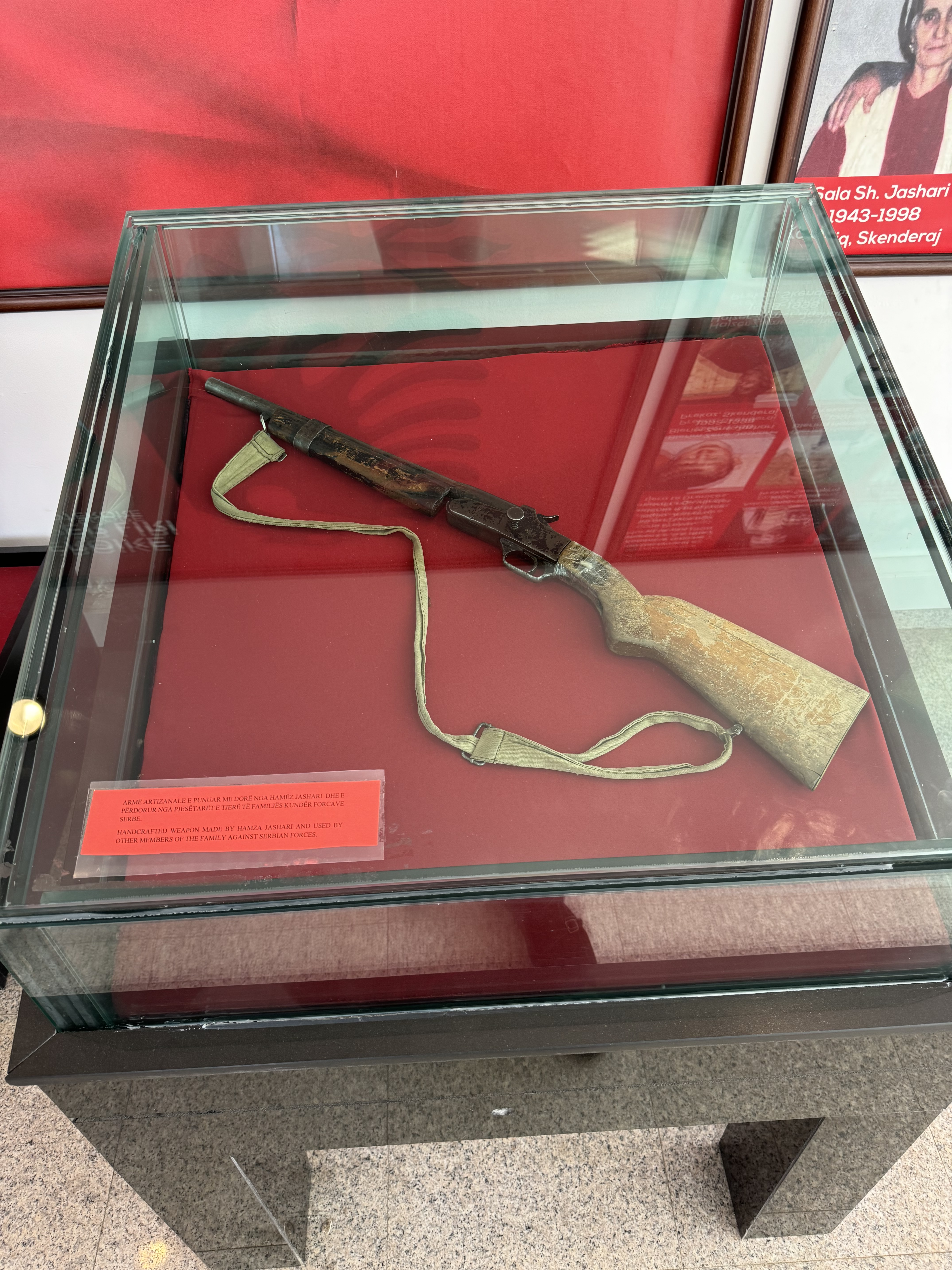
Handgefertigte Waffe von Hamëz Jashari
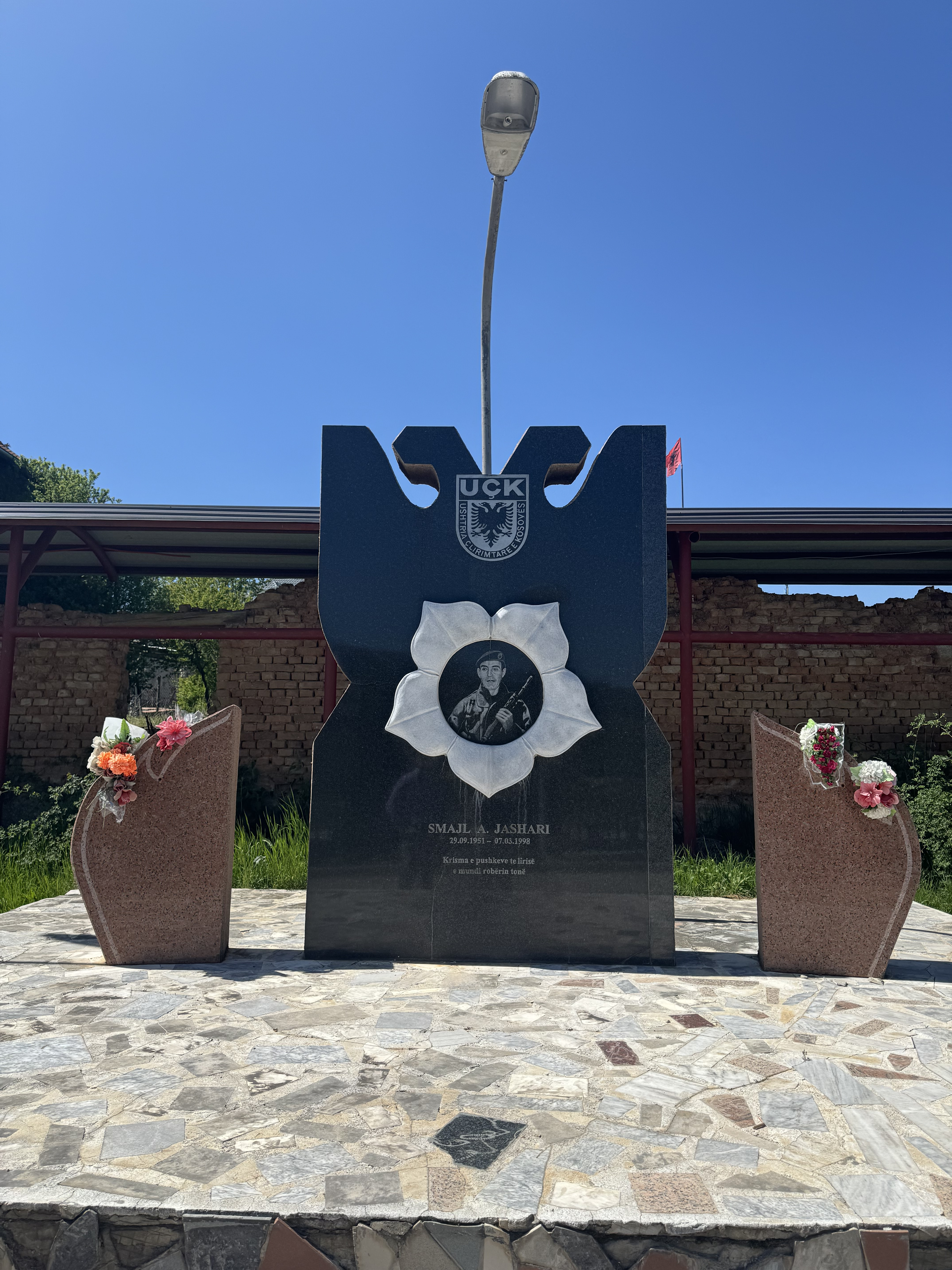
Gedenktafel für Smajl Jashari